# Ndembezi (Tabora)
Ndembezi è una circoscrizione rurale (rural ward) della Tanzania situata nel distretto di Igunga, regione di Tabora. Conta una popolazione di 12 724 abitanti (censimento 2012).